# El record de la Marnie
El record de la Marnie (思い出のマーニー, Omoide no Mānī) és una pel·lícula de 2014 japonesa d'anime de gènere dramàtic i psicològic, coguionitzada i dirigida per Hiromasa Yonebayashi, produïda per Studio Ghibli i distribuïda per Toho. Està basada en la novel·la del mateix nom de 1967 de l'escriptora Joan G. Robinson.
La pel·lícula segueix l'Anna Sasaki, que s'allotja amb els seus familiars en una ciutat dels aiguamolls de Kushiro a Hokkaido. A prop d'allà, l'Anna es troba una mansió abandonada, on coneix la Marnie, una noia misteriosa que li demana que prometi que guardi els seus secrets dels altres. A mesura que passa l'estiu, l'Anna passa més temps amb la Marnie i descobreix la veritat sobre la seva adopció.
La pel·lícula és l'obra final de l'animadora de Studio Ghibli, Makiko Futaki, que va morir el maig de 2016. També va ser l'última pel·lícula que Yonebayashi va dirigir a Ghibli abans d'anar-se'n i unir-se a Studio Ponoc. La pel·lícula va rebre crítiques positives: se'n va elogiar l'animació, la música, la interpretació vocal i una història emotiva. Va ser nominada al Premi de l'Acadèmia a la millor pel·lícula d'animació a la 88a edició dels Premis de l'Acadèmia, però va perdre davant Inside Out.
Es va estrenar als cinemes del Japó el 19 de juliol de 2014. En català es va estrenar al canal SX3 el 6 de juliol de 2024 per internet i el 20 de juliol de 2024 pel canal lineal.

## Argument

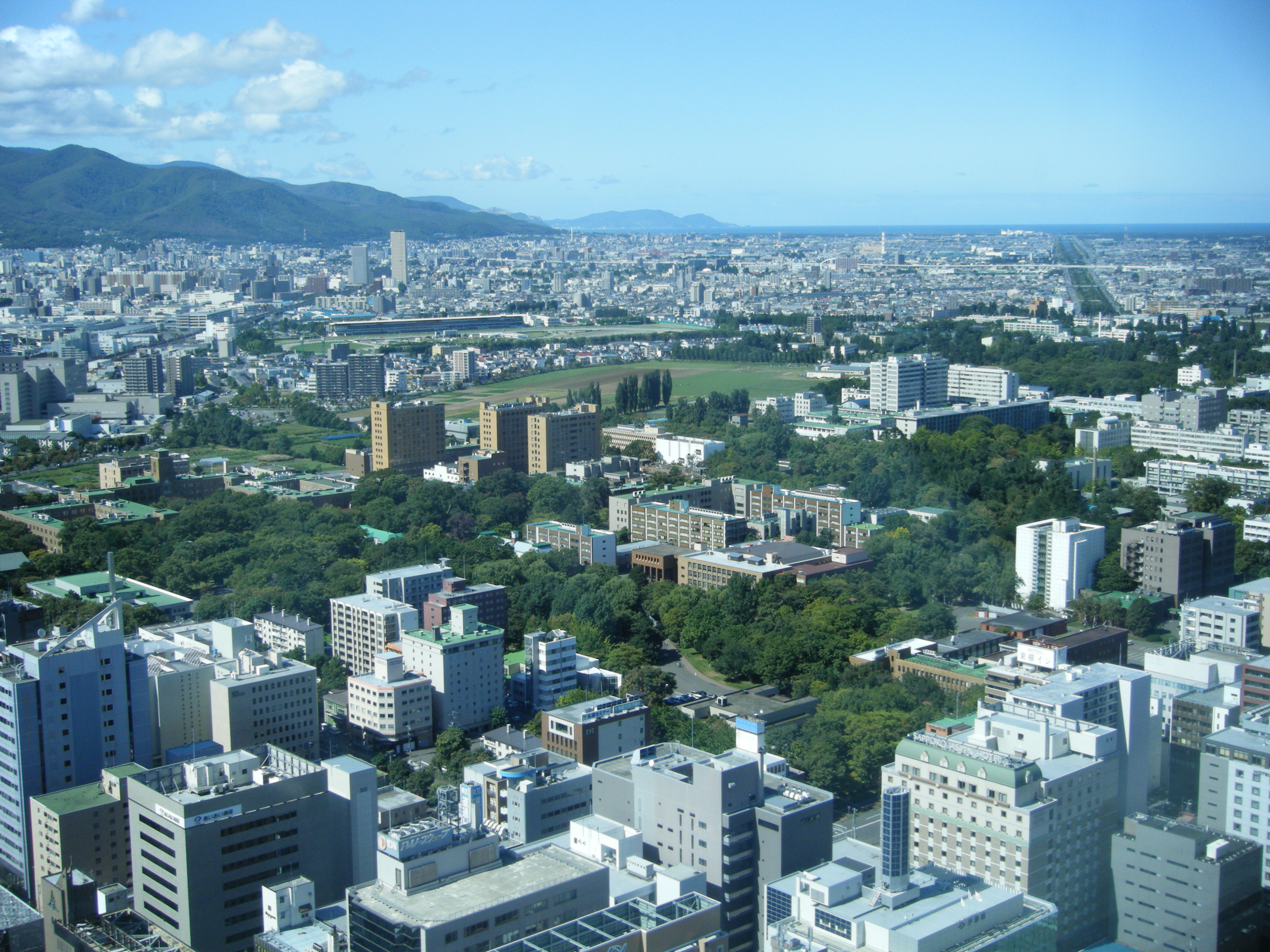
Sapporo, Hokkaido

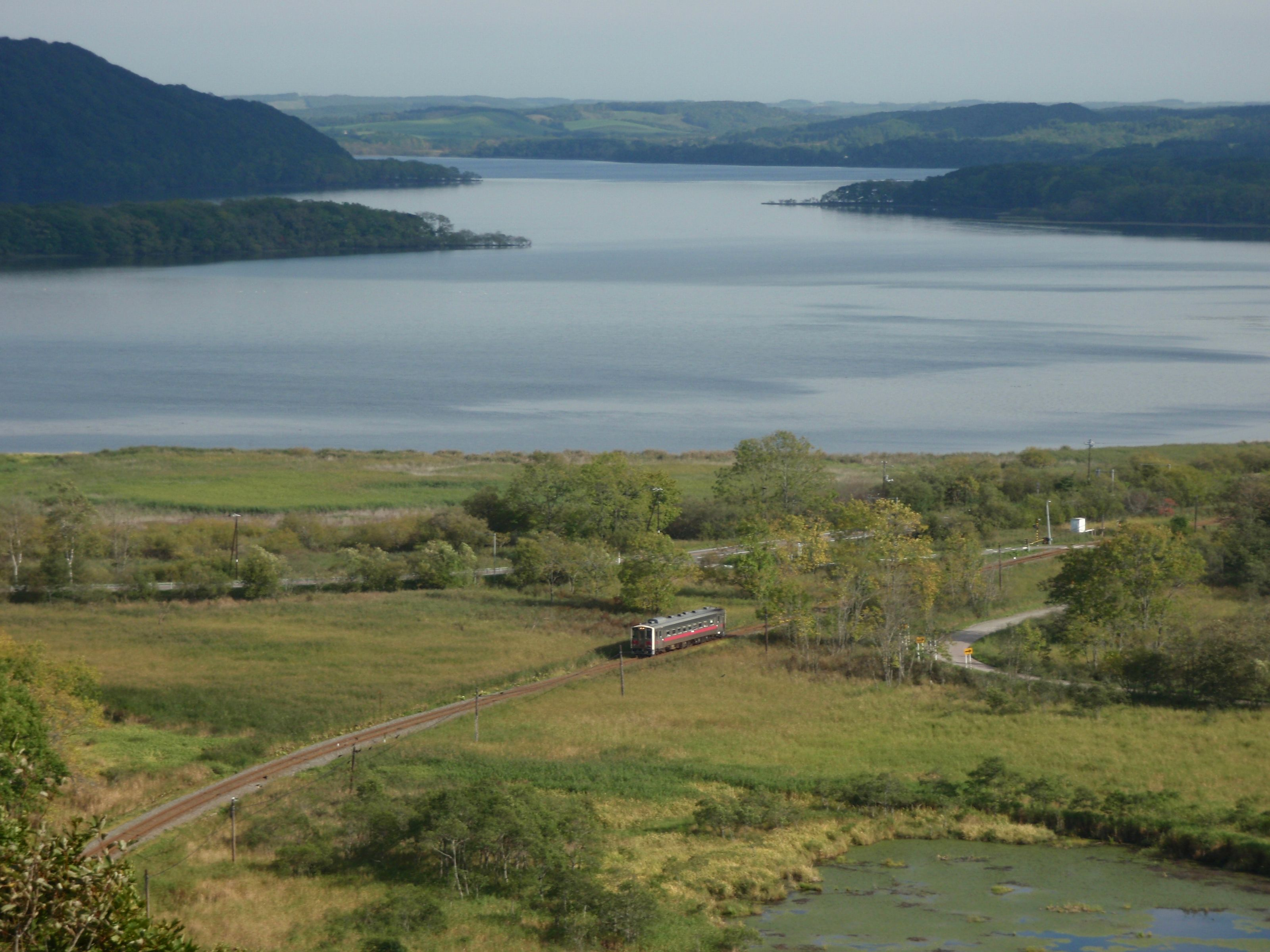
Els aiguamolls de Kushiro a Hokkaido, Japó

L'Anna Sasaki és una nena de 12 anys amb baixa autoestima que viu a Sapporo amb els seus pares adoptius, la Yoriko i el seu marit. Un dia, l'Anna pateix un atac d'asma a l'escola. El metge els recomana enviar l'Anna a un lloc amb l'aire net i la Yoriko decideix que passi les vacances d'estiu amb uns familiars seus, la Setsu i en Kiyomasa Oiwa, que viuen en una ciutat costanera rural situada entre Kushiro i Nemuro.
L'Anna llavors descobreix una mansió abandonada a l'altra banda d'una marisma i es disposa a investigar-la. Ella la reconeix, però la marea l'atrapa i la té allà fins que en Toichi, un vell pescador, la troba. L'Anna veu una noia de cabells rossos a la mansió. La nit del festival Tanabata, coneix aquesta noia enigmàtica, la Marnie. Totes dues acorden mantenir en secret les seves reunions i així la Marnie, es converteix en la primera amiga de l'Anna. Després d'haver fet amistat amb la Marnie, l'Anna es torna més sociable, fent que aviat la família i altres persones del poble es tornin amics de la petita. A poc a poc, l'Anna comença a descobrir coses sobre la Marnie, que no era tot el que semblava.

## Repartiment de veu
| Personatge        | Japonès                                       | Català                                 |
| ----------------- | --------------------------------------------- | -------------------------------------- |
| Anna Sasaki       | Sara Takatsuki                                | Sara Arnau                             |
| Marnie            | Kasumi Arimura (petita) Ryoko Moriyama (gran) | Irene Garrés (petita) Anna Orra (gran) |
| Sayaka            | Hana Sugisaki                                 | Carme Ambrós                           |
| Hisako            | Hitomi Kuroki                                 | Maria Lluïsa Magaña                    |
| Yoriko Sasaki     | Nanako Matsushima                             | Conchita Ramírez                       |
| Kiyomasa Oiwa     | Susumu Terajima                               | Lluís Nicolau                          |
| Setsu Oiwa        | Toshie Negishi                                | Meritxell Sota                         |
| Mainadera         | Kazuko Yoshiyuki                              | Mariola Fuster                         |
| Toichi            | Ken Yasuda (TEAM NACS)                        | Toni Molías                            |
| Sra. Kadoya       | Madoka Kuwata                                 | Laia Sánchez                           |
| Nobuko Kadoya     | Akiko Yoritsune                               | Meritxell Ané                          |
| Kazuhiko          | Jun'ya Shirano                                | Jaume Cuartero                         |
| Mare de la Marnie | Yuko Kaida                                    | Maria Moscardó                         |
| Pare de la Marnie | Shigeyuki Totsugi                             | Cesc Martínez                          |
| Miyoko            | Haruka Shiraishi                              | Laura García                           |

## Producció
Hayao Miyazaki feia temps que havia esmentat que la novel·la original de Joan G. Robinson era una de les seves novel·les infantils preferides. Hiromasa Yonebayashi va rebre el projecte del productor de Ghibli Toshio Suzuki, qui li va demanar que canviés l'escenari de la història al Japó. Yonebayashi va trobar la història commovedora, però "va pensar que seria molt difícil de visualitzar com una pel·lícula", i inicialment va rebutjar el paper. El seu interès va revifar més tard i va començar a concebre nous elements per a la història, com la caracterització de l'Anna com a artista. Tot i que se'n va canviar l'escenari, es va prendre la decisió de mantenir l'aspecte de la Marnie com a rossa i d'ulls blaus, tot i que Miyazaki es va oposar a aquesta decisió. Segons el productor de Ghibli Yoshiaki Nishimura, Miyazaki va jutjar l'ús del personatge de Marnie "clarament obsolet i cursi" per promocionar la pel·lícula, tot i que Nishimura va aclarir que captar l'atenció de la gent amb la seva aparença no havia estat mai la seva intenció.
Yonebayashi pretenia que la pel·lícula fos encoratjadora per als nens del Japó que se sentien sols i aïllats, i esperava que "quan veiessin la Marnie, potser podrien fer un petit pas endavant". Es va posar el focus principal en els moviments dels personatges i els fons molt detallats, així com en la representació dels detalls de l'experiència de l'Anna en l'entorn. La mansió de la cala, que és el centre de la història, va ser dissenyada per Yohei Taneda, a qui Yonebayashi va demanar "que dibuixés la mansió de la cala com si fos un altre personatge que vetlla per l'Anna". Taneda va explorar edificis a Hokkaido per inspirar-s'hi.

## Estrena
El record de la Marnie es va estrenar al Japó el 19 de juliol de 2014. La pel·lícula es va emetre al Festival Internacional de Cinema Infantil de Nova York el 27 de febrer de 2015. En català va arribar el 2024 al canal SX3.
La pel·lícula va sortir a la venda en Blu-ray i DVD al Japó per Walt Disney Studios Japan el 18 de març de 2015.

## Recepció

### Taquilla
El record de la Marnie va començar al tercer lloc de les taquilles, amb una recaptació 379 milions de iens el seu primer cap de setmana al Japó. El quart cap de setmana, havia guanyat 208.000 milions de iens, va guanyar 930 milions de iens addicionals els dos caps de setmana següents, i va haver recaptat un total de 3.363 mil milions de iens el vuitè cap de setmana. A finals de 2014, la pel·lícula va haver recaptat 3.530 mil milions de iens al Japó.
La pel·lícula va recaptar 763.191 dòlars estatunidencs en la resta de països, i va arribar a un total mundial d'aproximadament 35.732.996 dòlars.

### Crítica
El record de la Marnie va rebre crítiques positives. Al lloc web de l'agregador de ressenyes Rotten Tomatoes, la pel·lícula té una puntuació d'aprovació del 92%, basada en 100 crítiques, amb una valoració mitjana de 7,5/10. El consens crític del lloc web diu: "El record de la Marnie encara té prou bellesa visual i narrativa per recomanar, encara que no sigui tan màgica com les obres més grans de Studio Ghibli". A Metacritic, la pel·lícula té una puntuació de 72 sobre 100, basada en 22 crítics, la qual cosa indica "crítiques generalment favorables".

### Premis
| Curs | Premi                                                | Categoria                                        | Destinataris                                    | Resultat  | Ref    |
| ---- | ---------------------------------------------------- | ------------------------------------------------ | ----------------------------------------------- | --------- | ------ |
| 2015 | Premi de l'Acadèmia del Japó                         | Premi de l'Acadèmia del Japó d'Animació de l'Any |                                                 | Nominat   | [ 25 ] |
| 2015 | Festival Internacional de Cinema Infantil de Chicago | Millor llargmetratge d'animació                  |                                                 | Guanyador | [ 26 ] |
| 2015 | Premis Pantalla Àsia Pacífic                         | Millor llargmetratge d'animació                  |                                                 | Nominat   | [ 27 ] |
| 2016 | Premis Annie                                         | Millor llargmetratge d'animació - Independent    |                                                 | Nominat   | [ 28 ] |
| 2016 | Premis Annie                                         | Direcció en una producció d'animació             | Hiromasa Yonebayashi                            | Nominat   | [ 28 ] |
| 2016 | Premis Annie                                         | Escriptura en una producció de llargmetratges    | Keiko Niwa, Masashi Ando i Hiromasa Yonebayashi | Nominat   | [ 28 ] |
| 2016 | Premis de l'Acadèmia                                 | Millor llargmetratge d'animació                  | Hiromasa Yonebayashi i Yoshiaki Nishimura       | Nominat   | [ 29 ] |
| 2016 | Premis Saturn                                        | Millor pel·lícula d'animació                     |                                                 | Nominat   | [ 30 ] |